# Uppehållstillstånd
Uppehållstillstånd kallas ett tillstånd för en icke-medborgare att bosätta sig på ett lands territorium. En icke-medborgare som saknar uppehållstillstånd (eller andra handlingar som krävs för vistelse i ett land, till exempel visum) kan bli avvisad/utvisad av myndighet till det landet där personen är medborgare. Uppehållstillstånd kan återkallas bland annat på grund av brott eller på grund av att personen har bosatt sig i ett annat land.
En nyanländ avser vanligen en skyddsbehövande som har fått beviljat uppehållstillstånd och därför inte längre är asylsökande, ibland även en flyktinganhörig, men som omfattas av lagen om etableringsinsatser (normalt 2-3 år).  Begreppet har emellertid olika definition i olika lagtexter. Ett visum är ett tillstånd för en icke-medborgare att tillfälligt resa in i och uppehålla sig i ett land.
Personer som åtnjuter fri rörlighet behöver varken uppehållstillstånd eller visum, utan åtnjuter uppehållsrätt. Exempel på detta är nordiska medborgare som har rätt att röra sig fritt inom Norden,  Benelux-medborgare som har rätt att röra sig fritt inom Benelux och unionsmedborgare som har rätt att fritt röra sig och bosätta sig inom Europeiska unionen, i enlighet med villkoren i rörlighetsdirektivet.

## Olika typer av uppehållstillstånd
Ett uppehållstillstånd kan vara antingen permanent eller tillfälligt. I det förstnämnda fallet gäller tillståndet på obegränsad tid och kan upphävas endast i särskilda fall, till exempel om personen ifråga döms för ett allvarligt brott eller har bosatt sig i ett annat land. I det sistnämnda fallet gäller tillståndet endast för en begränsad tid, men kan ofta förlängas om särskilda krav uppfylls.
Uppehållstillstånd kan beviljas av olika skäl, till exempel för asylsökande med skyddsbehov, för arbetskraftsinvandrare eller för anhöriginvandrare.

## Lagstiftning
I många länder tillämpas ett green card-system, som är ID-kort (ursprungligen grönt) som ger utländska medborgares rätt att arbeta i landet. Systemet utvecklades i USA. Liknande system tillämpas i Storbritannien, Danmark och flera länder. 

### Sverige

Fördelning av uppehållstillstånd efter skäl mellan 1980 och 2007.

Uppehållstillstånd i Sverige är antingen tillfälliga eller permanenta. I Sverige infördes krav på uppehållstillstånd år 1927 för utlänningar som uppehöll sig permanent i landet.
Uppehållstillstånd kan ges genom familjeanknytning eller besök, för arbete eller studier samt till egna företagare. Asylsökande kan få uppehållstillstånd genom fem skäl: konventionsflykting, alternativt skyddsbehövande, skyddsbehövande i övrigt, synnerligen ömmande omständigheter eller som kvotflykting.

### USA
I USA är green card ett permanent uppehållstillstånd och arbetstillstånd för utlänningar, men också en benämning på den immigrationsprocess som först innefattar ett tillfälligt arbetstillstånd. 

### Storbritannien
I Storbritannien har ett poängbaserat system på att fasats in mellan 2008 och 2010. En viss poängnivå krävs för arbetstillstånd. Poängberäkningen baseras på utbildning, ålder, tidigare och förväntad lön, yrkeskvalifikationer, engelska språkkunskaper, samt startkapital för att starta eller ta över ett företag (om man söker till entreprenörskategorin). Olika krav ställs på olika kategorier. Kategori 1 är högt kvalificerade sökande som omfattar underkategorierna sökande som fått examen vid ett brittiskt universitet, entreprenörer, investerare samt en allmän underkategori. Dessa sökande behöver inte ha ett formellt arbetserbjudande för tillstånd. Kategori 2 är kvalificerade arbetare som har ett arbetserbjudande. Kategori 3 är lägre kvalificerade arbetare inom yrken där det finns tillfällig arbetskraftbrist. Kategori 4 är för studenter. Kategori 5 är tillfällig arbetskraft och ungdomar.

### Danmark
I Danmark infördes ett greencardsystem 2007. Det baseras på ett poängsystem, som avväger utbildning, arbetserfarenhet och ålder, och administreras av Udlændingeservice (motsvarande Migrationsverket). 

### Europeiska unionen
Inom Europeiska unionen åtnjuter unionsmedborgare (medborgare i någon av unionens medlemsstater) rätten till fri rörlighet. Det innebär att unionsmedborgare har rätt att fritt bosätta sig utan uppehållstillstånd i en annan medlemsstat än sitt hemland genom så kallad uppehållsrätt. EU har även en gemensam invandringspolitik som innefattar vissa gemensamma bestämmelser för tredjelandsmedborgare, däribland utformningen av uppehållstillstånd.

#### Planerat gemensamt EU-system för arbetstillstånd
För närvarande har varje EU-land olika metoder för att bevilja arbetstillstånd till medborgare från länder utanför EU. EU-kommissionen inledde ett arbete under 1999 med att utveckla en gemensam EU-omfattande process för att ge icke EU-medborgare tillträde till arbetsmarknaden. I oktober 2007 antog de ett förslag om att införa ett arbetstillstånd som liknar USA:s Green Card-program, som kallas EU-blåkort. Det liknar Storbritanniens program för högutbildade migranter, med undantaget ett anställningskontrakt på plats krävs före migrationen. Efter två år i det första landet tillåts invandraren att arbeta i ett annat EU-land. Detta nya kort är tänkt att ersätta de nationella systemen för arbetstillstånd inom EU.
Ett utslag i Europeiska unionens domstol från 1994 ger rätt till förenklad procedur med mindre risk för avslag om någon med arbetstillstånd i ett EU-land vill arbeta i ett annat under samma arbetsgivare, om arbetsgivaren sålt en tjänst i det andra EU-landet. Det kallas Van der Elst-visum. I Sverige finns inga särskilda regler för de som redan är anställda i andra EU-länder.